# Lanlaire
 (août 2021).
Si vous disposez d'ouvrages ou d'articles de référence ou si vous connaissez des sites web de qualité traitant du thème abordé ici, merci de compléter l'article en donnant les références utiles à sa vérifiabilité et en les liant à la section « Notes et références ».
Les Lanlaire sont des personnages du roman français d’Octave Mirbeau, Le Journal d'une femme de chambre (1900). Ce sont les nouveaux patrons de Célestine, au Mesnil-Roy, dans l’Eure, quand elle entame la rédaction de son journal.

## Un couple de détestables bourgeois
Octave Mirbeau les a dotés d’un patronyme fort improbable et ridicule, mais significatif du jugement qu’il porte sur ses créatures, par référence à l’expression « va te faire lanlaire », utilisée, selon Littré, « pour se débarrasser sans cérémonie de quelqu’un qui importune ». Les prénoms choisis, datés, n’arrangent pas vraiment leur image : Madame se prénomme Euphrasie et Monsieur Isidore, comme Isidore Lechat dans la pièce Les affaires sont les affaires. Mais alors que ce dernier est le seul auteur de sa fortune, les Lanlaire se sont contentés d’hériter de la leur et la gèrent en grippe-sous : le père de Madame était un « marchand d’hommes », qui recrutait des malheureux pour accomplir le service militaire des jeunes gens de bonne famille ; le père de Monsieur « était fabricant de draps et banquier à Louviers » et, avant de faire « une faillite frauduleuse qui vida toutes les petites bourses de la région » et d’être condamné à dix ans de prison, avait pris soin de mettre de côté la bagatelle de 450 000 francs.  Le couple Lanlaire possède ainsi environ un million de francs, qui, tout en suscitant bien des jalousies, leur confère, aux yeux de tous, une aura de respectabilité.
Le romancier n'est pas tendre avec ces deux personnages, qui incarnent à ses yeux tout ce qu’il déteste chez les bourgeois : la richesse mal acquise, l’égoïsme homicide de classe, la mesquinerie des préoccupations, l’absence totale de pitié et de sensibilité esthétique. 
Madame est froide, hautaine, sèche, dure, méchante, et dévote de surcroît ; c’est elle qui régit tout dans la maison, avec un autoritarisme mesquin vite insupportable à Célestine. Elle ne peut avoir d’enfant et, étant de surcroît très peu portée « sur la chose », se refuse à son mari, qui, lui, en revanche, a de forts besoins, qu'il lui faut assouvir ailleurs que dans l’austère foyer conjugal. À défaut de l’accorte et délurée Célestine, qui ne suscite son désir que pour mieux se moquer de lui, il se contente souvent de la grosse cuisinière Marianne, mais n’hésite pas à recourir aussi à des adolescentes, sans jamais se soucier des grossesses non désirées qui peuvent s’ensuivre.

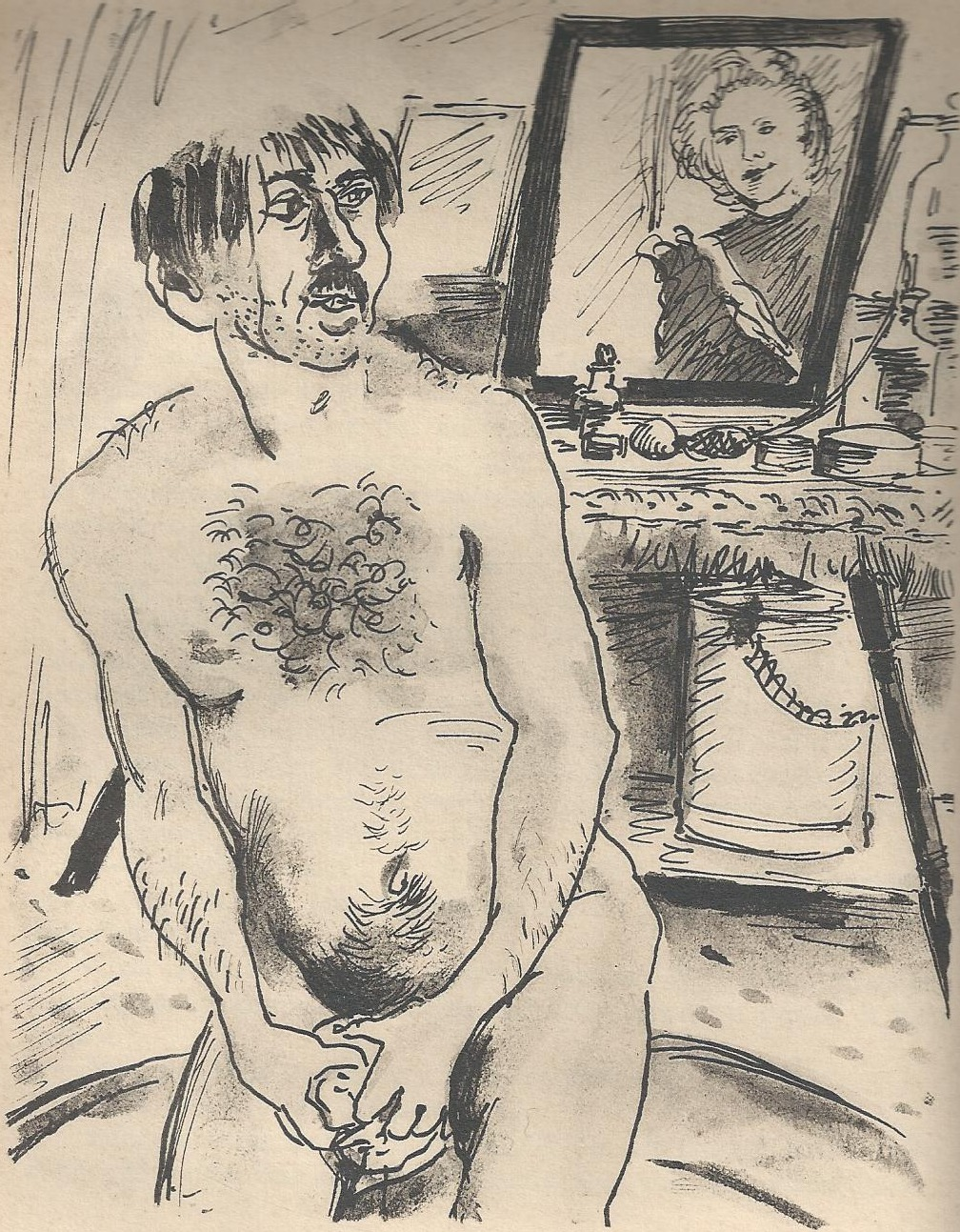
Lanlaire, par Jean Launois, 1935

Monsieur n’est pas méchant, mais il est très faible et totalement soumis à sa femme, qu’il appelle « mignonne », bien qu’il la déteste pour les humiliations continuelles qu’elle lui inflige. Il est complètement dépendant d’elle, financièrement, et n’a jamais un sou sur lui, ce qui le met dans l’embarras chaque fois qu’il est hors d’état de payer même de petites sommes. Il s’ennuie beaucoup et passe une bonne partie de son temps à se promener dans la forêt et à chasser, histoire de fuir son acariâtre épouse.
Quand Joseph parvient à leur dérober les « trois lourdes caisses » contenant leur « magnifique argenterie », probablement volée jadis par le père de Madame, et composée de « pièces anciennes, rares et de toute beauté », ce sont de théâtrales scènes de désespoir et de larmes de la part de Madame.
La seule chose qui permette, non certes d’avoir pitié d’eux, mais du moins d’accorder à ces « deux êtres qui vivent comme des taupes, comme des larves », quelques circonstances atténuantes, c’est qu’ils sont malheureux et vivent comme des morts, malgré leur « million », dont ils ne profitent même pas : « Ainsi que des prisonniers volontaires, ils se sont volontairement enfermés dans la geôle de ces murs inhospitaliers… Tout ce qui fait la joie de la vie, le sourire de la maison, ils le suppriment comme du superflu. Ce qui pourrait être l’excuse de leur richesse, le pardon de leur inutilité humaine, ils s'en gardent comme d’une saleté. » 
Dans le film homonyme de Luis Buñuel (1964), le couple des Lanlaire, rebaptisé Monteil,  était interprété par Michel Piccoli et Françoise Lugagne. Dans la nouvelle adaptation du roman par Benoît Jacquot (2015), les Lanlaire, incarnés par Hervé Pierre et Clotilde Mollet, retrouvent leur patronyme du roman de Mirbeau.